# 桂三木助 (3代目)
三代目 桂 三木助（かつら みきすけ、1902年3月28日〈戸籍上は1903年2月17日〉 - 1961年1月16日）は、日本の落語家。本名∶小林 七郎。出囃子∶「つくま」。日本芸術協会所属だったが最晩年に脱退し、フリーを経て落語協会に移籍。
当時さほど注目されていなかった落語「芝浜」を独自に練り上げ得意にした。それ以降「芝浜」は夫婦の情愛を美しく描いた名作落語として認識されるようになり、多くの落語家が口演するようになった。現在でも三代目桂三木助のものが傑作と云われることから通称「芝浜の三木助」。他にも通称は「田端の三木助」、「隼の七」。

## 来歴・人物
実家は床屋。後日、養子であることを知るが両親には最後まで聞かなかったと告白している。実父は相貌の非常に良く似た2代目桂三木助という説があったが、近年の研究でこれは間違いであったことが明らかとなっている。ただし本人は生前に「実は（湯島天神の床屋に）藁の上からの貰い子だったんだよ。」と発言している。三木助の長女（小林茂子）がブログ（2012年3月28日記事）で明かしたことによると、七郎の実父は東京都紀尾井町のある華族（"M"という名の男爵家）の次男であり、実父が長野県の貴族院議員の家へ養子縁組した際に、息子の七郎は床屋の小林家へ養子縁組されたとのこと。
母親（実母ではなく小林家の育ての親）の実の弟が4代目春風亭柳枝（後の初代春風亭華柳）。彼に弟子入りしようとするが、既に老齢のため断られ、自分の総領弟子である6代目春風亭柳橋に弟子入りするよう勧められる。柳橋に入門した。以上のような経緯をたどったため、二人は年齢差が極めて小さい（2歳差）師弟となった。しかし修行はきちんとこなし、柳橋の住み込みの内弟子となる。以後、三木助自身が日本芸術協会を脱退する時まで、柳橋に師事する。 
若い頃は大阪、名古屋へも流れるなど放浪を繰り返し、一時は日本舞踊花柳流の師匠（花柳太兵衛（はなやぎたへい））となり落語も廃業している。戦後も賭場通いを繰り返し日本橋界隈の賭場の連中に『橘ノ圓（まどか）』（落語家としての当時の芸名）では通じないが「隼の七」（賭場で名乗っていた名）と聞けば誰もが知っているという荒んだ生活を繰り返した。

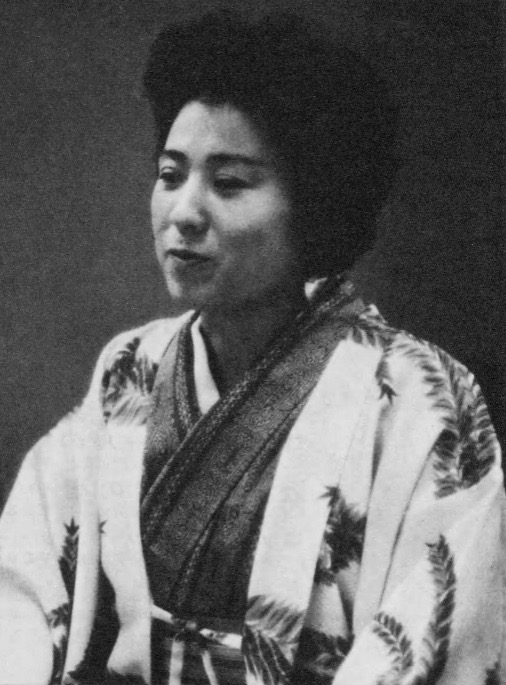
妻の小林仲子（1963年）

彼の人生を変えたのは、踊りの師匠時代の弟子・仲子（花柳寿誠（としせい））への直向な愛である。25歳年上の博打好きに嫁がせることは出来ないと考えた仲子の家からは、「三木助を継げるような立派な芸人になれたら。」という条件を出した。どうせ出来まいという気持ちが、仲子の家の方にはあったのだろうが、彼は心機一転、博打を止め（この心情を、後に三木助は「芝浜」の主人公の断酒に感情移入して語っている。）ついに3代目三木助を襲名し、二人も結ばれることになる。以降三木助の名跡は小林家で受け継がれていく。
名人への道を進んだのは壮年になってからで、「江戸前」「粋」「いなせ」という言葉を体現したような芸風で、とりわけ「芝浜」を得意演目とし「芝浜の三木助」と呼ばれた。話の構成力、写実力に優れておりその輝きは現在も光を失っていない。初代雷門福助の話によると、噺家仲間相手に演じてみせた8代目桂文楽の「芝浜」を見た三木助がそれを気に入り、嫌がる文楽に無理を言って教えてもらった、といういきさつがあるという。文楽はネタとして「芝浜」を持ってはいたが、高座にかけることはしていなかった。また、浪曲の鬼才2代目広沢菊春と意気投合し、落語界に持ち込んだネタが「ねずみ」である。

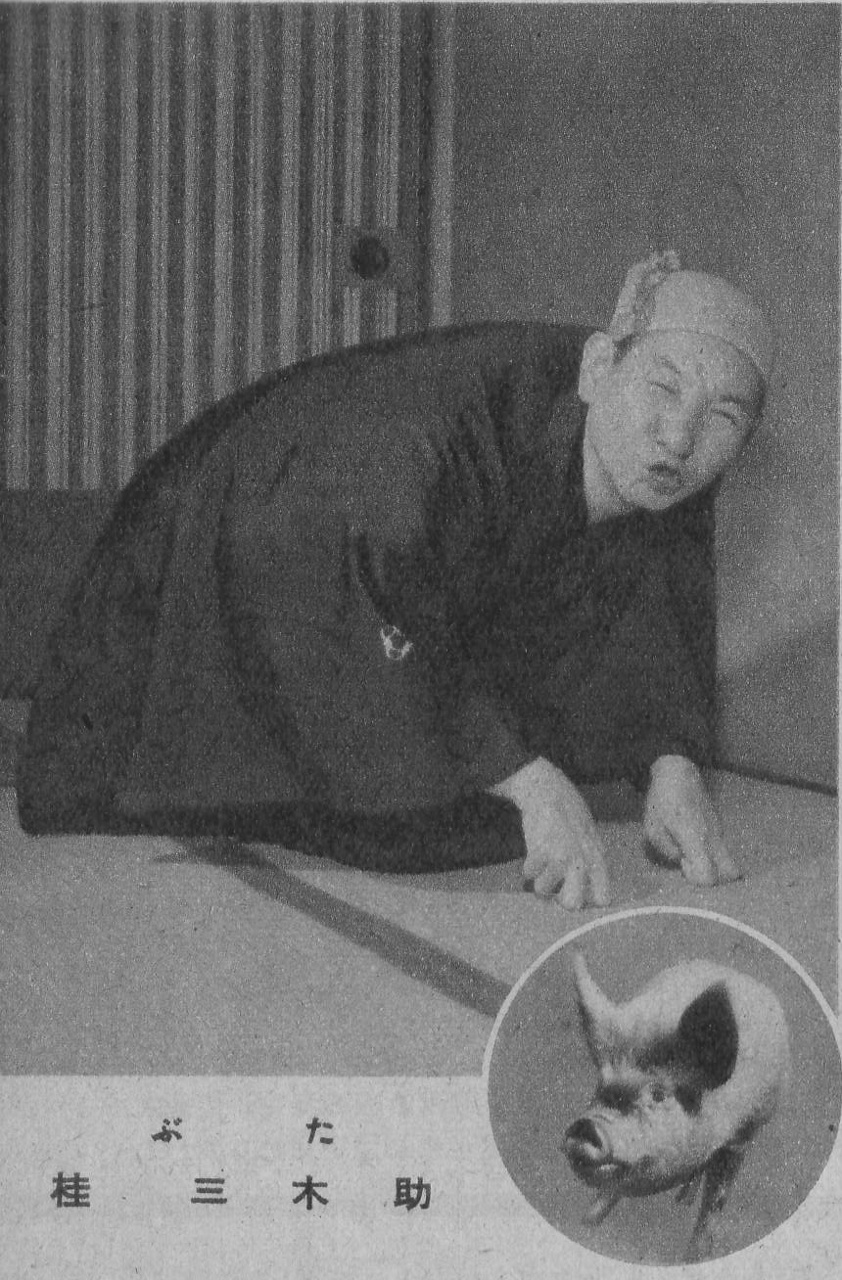
ブタの生態模写をする三代目三木助（1952年）

長年日本芸術協会（現：落語芸術協会）に所属していたが、8代目桂文楽に私淑し、また序列問題でのゴタゴタもあり、1959年に脱会。フリーを経て1960年に落語協会に移籍した。日本芸術協会会長の師匠・柳橋とは最後までそりが合わなかったとされる。落語協会移籍前には、5代目柳家小さんに、6代目三遊亭圓生を担いで新協会設立の画策を相談したこともあった。
1961年1月16日午後4時37分、東京都北区田端にある自宅で胃がんのため死去した。58歳没。
1961年に夭逝した三木助の口演を記録した映像は一本も残されていない、もしくは発見されていない。1964年没の3代目三遊亭金馬と8代目三笑亭可楽の完全な口演映像が一本ずつ残されていることに比しても惜しまれる。三木助の落語の録音は、40演目のべ46席のみが残されており、それらを全て収録した全集が市販されている。
日本芸術協会退会時、既に二つ目になっていた弟子は芸術協会に残した。前座の弟子のうちほとんどは、自らに帯同させ、約1年間フリー（彼ら前座は、木馬館で浪曲の前座として落語を演ずる機会を与えられた）を経て落語協会に移籍させた（3代目三遊亭圓輔らは帯同せず）。前座の弟子は、三木助死後も（落語協会の幹部の門下に直り）落語協会に留まった。前者は8代目春風亭柏枝（後の7代目春風亭柳橋、大師匠6代目柳橋門下へ）など。後者は9代目入船亭扇橋（当時は桂木久八、三木助の兄弟分だった5代目柳家小さんの門下に直る）や林家木久扇（初代林家木久蔵、当時は桂木久男）等。彼ら元三木助門下の弟子たちは、一人一人それぞれまったく違ったキャラクター・芸風となり（そのため高座を見ただけでは旧師三木助の痕跡を辿るのは極めて困難である）、しかも彼らの多くは売れている。

## 得意演目
芝浜、火事息子、へっつい幽霊、ざこ八、味噌蔵、崇徳院、三井の大黒、ねずみ、宿屋の仇討、御神酒徳利、さんま火事、蛇含草、近日息子、加賀の千代、化物使い、巻き返し、など。

## エピソード
小さんとは同姓で、義兄弟の杯を交わしたほどの大親友であった。この縁で、最晩年に生まれた長男の名前に小さんの本名と同じ盛夫と名付ける。盛夫は後年小さんに入門し、4代目桂三木助を襲名した。孫（娘の子）の康浩は5代目桂三木助。なお、盛夫（4代目）と康浩（5代目）は叔父甥の関係になる。
賭博にはまっただけに博打にまつわる噺をよくした。ある日仲間の噺家が6代目三遊亭圓生に「へっつい幽霊」の稽古をつけているとき、「あなた！それじゃあ盆の使い方が悪い」と言ってサイコロの際の振り方を演じた。それはあまりにも真に迫っているので、圓生は感心したが、そこまでやらなくてもいいのにと思ったという。
また、新宿末広亭の席亭、北村銀太郎の話によると、柄に似合わず甘党であったという。
死の際、もう死ぬからと小さんなど仲間を枕元に呼び、娘にピアノをひかせて、いよいよお別れとなったが、死なない。三木助は怒り出し「どうも今日はだめだな」ということでみんな帰ったが、居合わせた5代目古今亭志ん生は「世の中そう都合よく死ねるわけがねえ」と言っていた。実際に息を引き取った時に枕元に居たのは2人の弟子、桂木久八（のちの9代目入船亭扇橋）と桂木久男（のちの林家木久扇）であった。
2代目三木助は東京から流れてきた3代目をわが子のように可愛がった。3代目にとっても大阪の1年間は「近日息子」「崇徳院」などのネタを教わるなど、その後の芸風に影響を与える貴重な時期であった。
いびきのうるささと朝寝坊で知られる。となると、まず肥満や睡眠時無呼吸症候群を疑うが、生涯を通じて痩身であった。また旅に出る時もラジオを手放さず（注：当時はラジオはすべて大型・卓上型だった）、チューニングを合わせながらかすかな音に耳を傾けていた。他の随行者と雑談をすることに疎んじていたからかもしれない（とんち教室収録のため地方に行くことが多かったが、ともに旅をする“落第生”（レギュラー出演者）には師匠柳橋も含まれていた）。
寝言もうるさく、また睡眠中の夢の中でしている行動をそのまま実行してしまうのは周囲を困らせることであった。二階へ階段を駆け上がる夢を見て睡眠中に足をバタバタ動かすのはよくあることで、内弟子として師匠柳橋家に住み込んでいたが、新婚だった柳橋夫妻の夜の営みを何度となく妨害した。地方巡業に行ったとき、寝ている状態なのに立ち上がり暴れだした。刀（はないのでこうもり傘）を手に相手（はいないので部屋の柱）と斬り合いを演ずるのである。柳橋は三木助のことを夢遊病と評している。
生涯最後の高座は1960年秋の東横落語会における「三井の大黒」であった。三木助はこの時すでに身体は病魔に蝕まれ両足も腫れ歩行困難の状態であった。仕方なく釈台を置いて投げだした足を隠し、「ええ、まことに不思議な形でお目どおりをいたします。我々の仲間では金馬がこのような形で演じていますが・・・・実は足が酷くむくみまして、座ることが出来ないン・・・。足を投げ出してはお客様に失礼にあたる、・・・実は出してるんですけれど。（客席爆笑）」と自身の病状を笑いで済ませ、1時間近く演じた「三井の大黒」は、最後に登場人物の名を間違えるしくじりはあったものの、実によい出来であった。なおこれは収録もされレコード化されている。
晩年入れ歯にしていたが生前身近にいた仲子夫人や弟子の木久八にも気づかれず、亡くなってから入れ歯が見つかって遺族は驚いた。
三木助の芸を賞賛し、支援し続けた人物としては、落語評論家・演芸プロデューサーの安藤鶴夫が知られる。しかし、安藤といえば落語評論の論調はある意味で通人気取りでまた極端に攻撃的な上、評論という手法を用いて新作落語を手がける落語家を徹底的に排斥しようとした人物であったがゆえ、熱烈な支持者がいる一方で強烈なアンチも落語・演芸業界の内外に数多く抱えており、これら安藤を嫌悪する人々の反感が、その身代わりとして三木助やその弟子たちへと向かってしまうという弊害も生まれ、三木助没後も弟子たちは長年アンチの存在に悩まされた。三木助の没後、安藤は本牧亭で「桂三木助君をしのぶ会」という追善興行を主催した。だが、同日同時刻、同じ本牧亭内の食堂では、「桂三木助君をしのばず会」という催しが安藤には極秘の内に開催されており、こちらの参加者の中にはこともあろうに本牧亭の席亭である石井英子も含まれていた。なお、この会は実質的には三木助をけなすものではなく、あくまで安藤の陰口を言い合うために設けられた席であった。ただし芸人や寄席関係者にとっては両方共が一種の踏み絵のようなもので、先約など適当な理由を付けて回避した者も少なくない。その中にあって8代目桂文楽だけは2つの会に堂々と出席したが、安藤から評論で賞賛を受けていた文楽のこの行動は、落語関係者を驚嘆させるものであった。

## 経歴
- 1918年（ないし1919年、1920年）ころ -  柳枝の元に弟子入りするが断られ仕方なく春風亭柏枝（後の6代目春風亭柳橋）に入門し、柏葉を名乗る。
- 1921年9月 -  二つ目昇進し、春風亭小柳と改名。
- 1926年 -  大阪の2代目桂三木助門下に移り、桂三木男と改名。
- 1927年10月 -  東京に戻り春風亭橋之助、真打昇進で4代目（2代目とも）春風亭柳昇と改名。
- 1932年5月 -  5代目春風亭小柳枝と改名。
- 1937年 -  落語家から舞踊家に転向。花柳太兵衛を名乗る。
- 1943年10月 -  弟子を抱えるほど舞踊で名取りになったが戦争の激化により落語家に復帰し、2代目橘ノ圓と改名。
- 1949年 -  NHKラジオ「とんち教室」のレギュラーとなる。
- 1950年4月 -  3代目桂三木助を襲名。
- 1954年 -  文部省芸術祭奨励賞を受賞。
- 1960年 -  落語協会に移籍。
- 1961年 -  1月16日、胃癌のため東京都北区の自宅にて死去、享年58歳[2]。墓所は台東区観音寺。

## 弟子
| 現在の名前       | 弟子当時の名前  | 新師匠                              | 備考 |
| ---------------- | --------------- | ----------------------------------- | --- |
| 七代目春風亭柳橋 | 桂木久夫→木久助 | 六代目春風亭柳橋                    | 1959年に三木助の落語芸術協会退会に伴わず残留した。 |
| 三代目桂圓枝     | 桂三多蔵        | 二代目桂枝太郎                      | 1954年移籍。 |
| 八代目都家歌六   | 桂三多吉→木多蔵 | 四代目三遊亭圓遊                    | 1956年移籍。 |
| 春風亭栄橋       | 桂木多吉        | 六代目春風亭柳橋                    | 1960年移籍。 |
| 九代目入船亭扇橋 | 桂木久八        | 五代目柳家小さん                    | 三木助死後1961年移籍。 |
| 三代目三遊亭圓輔 | 桂木久松        | 四代目三遊亭圓馬                    | 1959年に三木助の落語芸術協会退会に伴わず残留した。 |
| 二代目春風亭華柳 | 桂木久造        | 七代目春風亭小柳枝 六代目春風亭柳橋 | 1959年に三木助の落語芸術協会退会に伴わず残留した。 1991年9月芸術協会脱会、以後完全フリー。 2001年フリーの立場のまま華柳を襲名。2023年3月現役引退を表明。 |
| 二代目柳家小はん | 桂木久弥        | 五代目柳家小さん                    | 三木助死後1961年移籍。 |
| 林家木久扇       | 桂木久男        | 林家彦六                            | 三木助死後1961年移籍。 |

### 廃業
| 移籍後の名前 | 弟子当時の名前 | 新師匠           | 備考                                                                             |
| ------------ | -------------- | ---------------- | -------------------------------------------------------------------------------- |
|              | 桂木久丸       | 三代目桂米朝     | 東京の生まれだが、両親が大阪の人だったため訛りの克服のため米朝門下になるが廃業。 |
|              | 桂木久次       | 五代目柳家小さん | 三木助死後1961年移籍するものち廃業。                                             |

## 口演
- 『桂三木助集』（飯島友治編、青蛙房、1963年）
- 古典落語 正蔵・三木助集 1990.6 (ちくま文庫)

## 関連書籍
- 三木助歳時記　安藤鶴夫　1970　のち旺文社文庫、河出文庫
- 『三世 桂三木助』（山本昌代、新潮社、1997年）

## 3代目 桂三木助を演じた俳優
- 島田正吾（舞台『三木助恋ごよみ』、1964年・明治座「新国劇」）
- 三木のり平（舞台『三木助恋ごよみ』、1977年・明治座「三木のり平八月奮闘公演」）
- 小野武彦：BS笑点ドラマスペシャル 初代林家木久蔵（2020年・BS日テレ）